# Achelia armata
Achelia armata là một loài nhện biển trong họ Ammotheidae. Loài này thuộc chi Achelia. Achelia armata được miêu tả khoa học năm 1916 bởi Bouvier.